# Napoleon Chagnon
Napoleon Alphonseau Chagnon (Port Austin, 27 augustus 1938 – Traverse City, 21 september 2019) was een Amerikaans antropoloog. Hij was als professor werkzaam aan de Universiteit van Californië.

## Loopbaan
Napoleon Chagnon werd meest bekend door zijn langlopend etnografisch veldwerk tussen de Yanomamö-indianen, zijn bijdragen aan de moderne synthese in de culturele antropologie en aan de studie van de oorlogvoering. De Yanomamö vormen een maatschappij van indiaanse stammen in het Amazonebekken die leven in het grensgebied tussen Venezuela en Brazilië.
Zo voornamelijk werkend in de bronnen van de bovenste Siapa en bovenste Mavaca rivieren, voerde Chagnon veldwerk uit tussen deze mensen van halfweg de jaren 60 tot de tweede helft van de jaren 90. Omdat de Yanomamö mensen zijn achternaam niet konden uitspreken, gaven ze hem de koosnaam "Shaki", de dichtste uitspraak die zij konden benaderen, wat ook toepasselijk bleek omdat Chagnon constant vragen aan het stellen was, en "Shaki" "lastige bij" betekent. Een belangrijk aandachtspunt van zijn onderzoek was het verzamelen van de genealogieën van de inwoners van de dorpen die hij bezocht, en zich baserende op deze analyseerde hij patronen van verwantschap, huwelijk, samenwerking en nederzettingsverhalen. Aangezien hij deze genealogische aanpak als een basis voor onderzoek gebruikte, is hij een van de vroege pioniers van de onderzoekstakken van de sociobiologie en de menselijke gedragsecologie.
Met zijn typering van de Yanomami als woest volk zette Chagnon zich af tegen het beeld van inheemse volken als nobele wilden, dat volgens hem in de antropologie werd gepromoot door linkse wereldverbeteraars. In plaats van idyllisch was het leven van inheemse volken volgens hem eerder hobbesiaans: bruut, gewelddadig en vaak kort.
Chagnon overleed in 2019 op 81-jarige leeftijd.

## Boeken
- Yanomamö: The Fierce People, 1968
- Yanomamo - The Last Days Of Eden, 1992 (Ned. vert. Yanomamö - de nadagen van het paradijs. Prometheus, 1993).
- Adaptation and Human Behavior: An Anthropological Perspective (met Lee Cronk en William Irons), 2002

- Bibliothèque nationale de France: cb12595783t (data)
- Catàleg d'autoritats de noms i títols de Catalunya: 981058519154106706
- Gemeinsame Normdatei: 1056731885
- International Standard Name Identifier: 0000 0001 0934 4369
- Library of Congress Control Number: n50036128
- Nationale Bibliotheek van Letland: 000212819
- National Archives and Records Administration: 10582223
- Nationale Bibliotheek van Tsjechië: mzk2006343299
- Nationale Bibliotheek van Israël: 987007459791505171
- Nederlandse Thesaurus van Auteursnamen: 068196091
- SNAC: w6kn4096
- Système universitaire de documentation: 05245827X
- Virtual International Authority File: 110301025
- WorldCat: E39PBJwRVgdj96QrmY6HtyTbVC